# 岩代俊明
岩代 俊明（いわしろ としあき、1977年12月11日 - ）は、日本の漫画家。東京都出身。主に『週刊少年ジャンプ』を中心に作品を発表している。血液型はA型。

## 来歴
デビュー前は同人活動を行っていた。2003年、『みえるひと』で第10回ストーリーキングマンガ部門準キング受賞。
その後は数本の読切を掲載した後、『週刊少年ジャンプ』2005年33号より受賞作・読切の設定を改変して『みえるひと』を連載。人気は低迷を続けたが、それでも一定のファン層を獲得し1年強連載した。
『みえるひと』連載終了後は「ジャンプ小説大賞」や、ストーリーキングをリニューアルした｢ストキン炎・ガリョキン炎｣のイメージキャラクターを担当。
『週刊少年ジャンプ』2008年1号から2010年52号まで『PSYREN -サイレン-』を約3年間連載。52号の作者コメントでは「無事ゴールにたどり着けたことに感謝しています。荒唐無稽なお話でよければ、またいつか」と述べている。
その後、2025年8月発売の『ジャンプGIGA』にて、元アシスタントの田畠裕基による『ブラッククローバー』連載10周年記念企画に描き下ろしイラストを寄稿した。

## 作品リスト

### 連載
- みえるひと
  - 読切版1：青マルジャンプ、59頁 - 第10回ストーリーキングマンガ部門準キング受賞作（単行本6巻に収録）
  - 読切版2：週刊少年ジャンプ・2004年45号、センターカラー51頁（単行本7巻に収録）
  - 連載版：週刊少年ジャンプ・2005年33号 - 2006年42号（全7巻・全五十七譚）
- PSYREN -サイレン-（週刊少年ジャンプ・2008年1号 - 2010年52号、全16巻・全CALL.145）
- カガミガミ（週刊少年ジャンプ・2015年11号 - 2015年51号、全5巻・全FILE:39）

### 読み切り
- 狗童 -KUDOH-（赤マルジャンプ2004SUMMER、センターカラー49頁） - 人間のいなくなった世界を舞台に、烏天狗の少年・クロトを主人公としたオカルト系アクションファンタジー。
- GODLAND COMPANY（少年ジャンプNEXT!2011SPRING、巻頭カラー50頁）
- さくらん（仮）（週刊少年ジャンプ2013年18号、センターカラー21頁）
- 式神トワイライトデイズ（週刊少年ジャンプ2014年28号、センターカラー47頁）
- 星クズのソラキル（ジャンプGIGA 2017年vol.4、巻頭カラー48頁)

## アシスタント
- 田村隆平 - 「べるぜバブ」の第1巻にコラボレーション企画としてイラストを寄稿している。
- 田畠裕基
- 松本直也
- 宮田大輔
- 水野輝昭